# Arundanus arundineus
Arundanus arundineus är en insektsart som beskrevs av Delong 1926. Arundanus arundineus ingår i släktet Arundanus och familjen dvärgstritar. Inga underarter finns listade i Catalogue of Life.